# Goldebee
Goldebee est un quartier de la commune de Benz à Wismar, dans le nord-est du comté de Nordwestmecklenburg dans le Mecklenburg-Vorpommern (Allemagne).

## Histoire

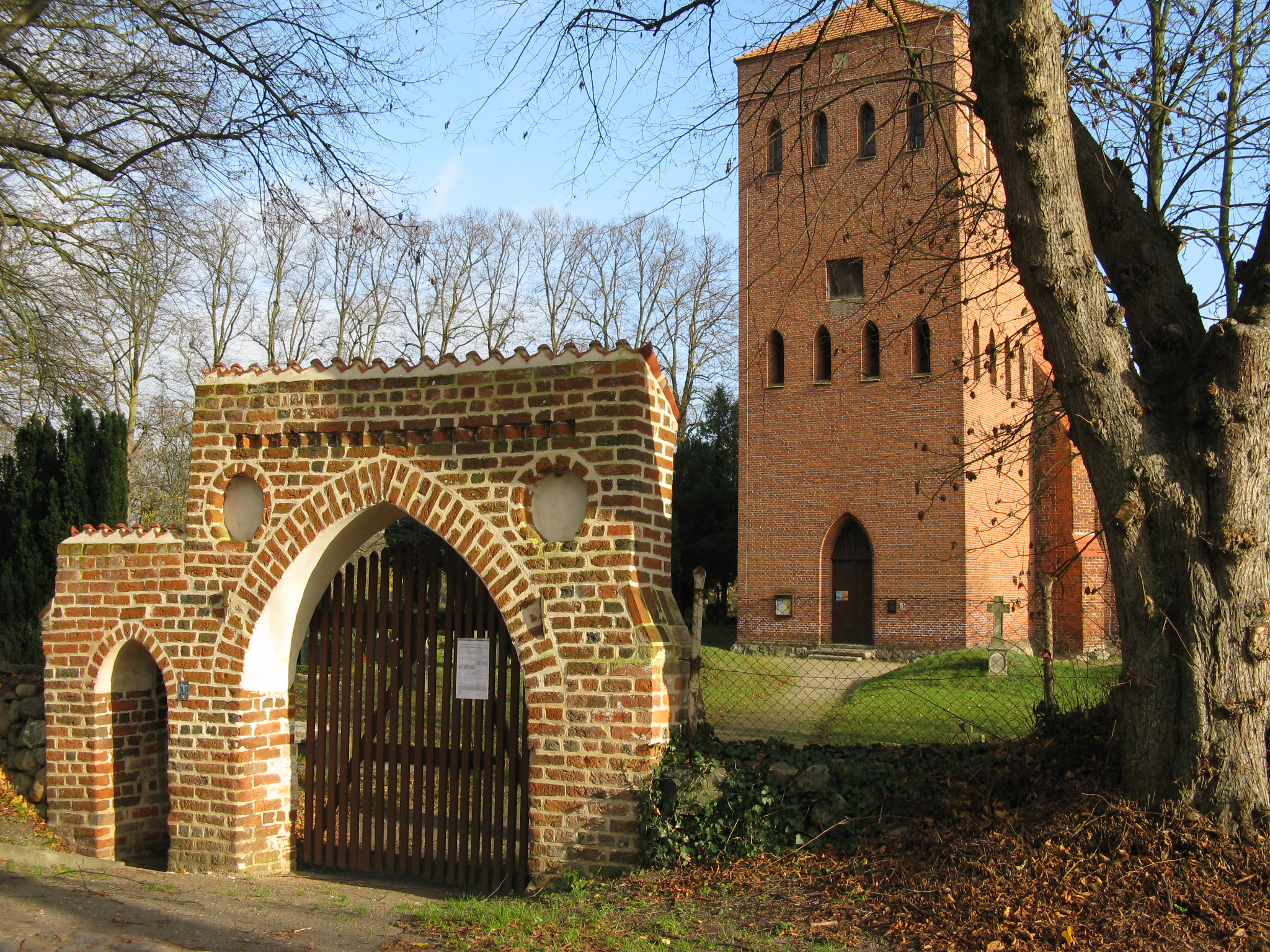
Portail d'entrée du cimetière